# يان مكنيل
يان مكنيل (بالإنجليزية: Ian McNeill)‏ (24 فبراير 1932 بغلاسكو في المملكة المتحدة - 6 أكتوبر 2017) هو مدرب كرة قدم ولاعب كرة قدم بريطاني في مركز الهجوم. لعب مع برايتون أند هوف ألبيون وليستر سيتي ونادي أبردين ونادي ساوثيند يونايتد.

## وصلات خارجية
- يان مكنيل على موقع قاعدة بيانات كرة القدم.إي يو (الإنجليزية)